# Кайндорф-ан-дер-Зульм
Кайндорф-ан-дер-Зульм (нем. Kaindorf an der Sulm) — ярмарочная коммуна (нем. Marktgemeinde) в Австрии, в федеральной земле Штирия. 
Входит в состав округа Лайбниц.  Население составляет 2451 человек (на 31 декабря 2005 года). Занимает площадь 6,55 км². Официальный код  —  6 10 18.

## Политическая ситуация
Бургомистр коммуны — Курт Штесль (АНП) по результатам выборов 2005 года.
Совет представителей коммуны (нем. Gemeinderat) состоит из 15 мест.
- АНП занимает 9 мест.
- СДПА занимает 6 мест.